# San Felipe (miasto w Wenezueli)
San Felipe – miasto w Wenezueli. Jest stolicą stanu Yaracuy położonego w północnej części kraju. Miasto zostało założone w 1729 roku na miejscu indiańskiej wioski.